# بليكسة جاوية
بليكسة جاوية (الاسم العلمي:Blyxa javanica) هي نوع من النباتات يتبع جنس البليكسة من الفصيلة الحب المائية.